# Фушер (Об)
Фушер (фр. Fouchères) насеље је и општина у североисточној Француској у региону Шампањ-Арден, у департману Об која припада префектури Троа.
По подацима из 2011. године у општини је живело 533 становника, а густина насељености је износила 62,12 становника/km². Општина се простире на површини од 8,58 km². Налази се на средњој надморској висини од 138 метара.

## Демографија
| 1962. | 1968. | 1975. | 1982. | 1990. | 1999. | 2011. |
| ----- | ----- | ----- | ----- | ----- | ----- | ----- |
| 320   | 339   | 321   | 394   | 422   | 450   | 533   |

График промене броја становника у току последњих година